# Вязкие пальцы
Вязкие пальчики — структуры, сформированные в пористой среде или ячейке Хеле-Шоу из-за морфологической неустойчивости границы раздела между двумя жидкостями. Это явление открыто в 1958 году и получило название неустойчивости Саффмана—Тейлора. Образование структур происходит, когда впрыскивается менее вязкая жидкость, замещающая более вязкую жидкость (в обратном случае, когда более вязкая жидкость замещает менее вязкую, то граница раздела стабильна и структуры не формируются). Причина явления в том, что градиент давления между концом пальца менее вязкой жидкости и внешней границей более вязкой жидкости больше, чем, соответственно, между вогнутостью и внешней границей, поэтому по закону Дарси и скорость течения в конце пальца больше, чем в вогнутости.
Большинство экспериментальных исследований по вязким пальчикам было выполнено на ячейках Хеле-Шоу. Двумя наиболее используемыми конфигурациями являются: канальная конфигурация, в которой менее вязкая жидкость впрыскивается в конец канала, и радиальная, в которой менее вязкая жидкость впрыскивается в центр ячейки. Неустойчивости, аналогичные вязким пальчикам, также могут самообразовываться в биологических системах.